# Beat Vonlanthen
Pour les articles homonymes, voir Vonlanthen.
Beat Vonlanthen, né le 8 avril 1957 à Niedermuhren (originaire du même lieu et de Heitenried), est une personnalité politique suisse, membre du parti démocrate-chrétien.
Il est conseiller d'État de l'été 2004 à la fin 2016, à la tête de la Direction de l'aménagement du territoire, de l'environnement et des constructions puis de la Direction de l'économie publique et de l'emploi, et conseiller aux États de fin 2015 à fin 2019.

## Biographie
Beat Vonlanthen naît le 8 avril 1957 à Niedermuhren, localité de Saint-Antoine dans le district fribourgeois de la Singine. Il est originaire du même lieu et de Heitenried, dans le même district.
Il est issu d'une famille paysanne : son père, Oswald, est agriculteur, député PDC au Grand Conseil et syndic de Saint-Antoine ; sa mère, née Astrid Vonlanthen, s'occupe du foyer,. Il est l'aîné de trois enfants.
Il porte le grade de capitaine à l'armée.
Il est marié à Gisela née Stritt et père de trois enfants.

## Parcours politique
Il échoue à se faire réélire au Conseil des États pour une deuxième législature le 10 novembre 2019, terminant troisième du second tour à 138 voix de Johanna Gapany,. Le PDC fribourgeois est ainsi absent du Conseil des États pour la première fois depuis 1857[réf. nécessaire].